# Alexander Horváth
Alexander Horváth (ur. 28 grudnia 1938 w Mošovcach, zm. 31 sierpnia 2022) – piłkarz słowacki grający na pozycji obrońcy. W swojej karierze rozegrał 26 meczów w reprezentacji Czechosłowacji i strzelił w nich 3 gole.

## Kariera klubowa
Swoją karierę piłkarską Horváth rozpoczął w klubie Dynamo Žilina. W sezonie 1958/1959 zadebiutował w nim w pierwszej lidze czechosłowackiej i grał w nim do końca sezonu 1961/1962. W 1962 roku odszedł do innego słowackiego zespołu, Slovana Bratysława. Wraz ze Slovanem wywalczył mistrzostwo Czechosłowacji w sezonie 1969/1970. W latach 1962, 1963 i 1968 zdobył Puchar Czechosłowacji, a w latach 1968 i 1970 - Puchar Intertoto. W 1969 roku wystąpił w wygranym 3:2 finale Pucharu Zdobywców Pucharów z Barceloną. W 1970 roku zakończył karierę.

## Kariera reprezentacyjna
W reprezentacji Czechosłowacji Horváth zadebiutował 11 października 1964 w zremisowanym 2:2 towarzyskim meczu z Węgrami. W 1970 roku został powołany na mistrzostwa świata w Meksyku. Zagrał na nich w dwóch meczach: z Brazylią (1:4) i z Rumunią (1:2). Od 1964 do 1970 roku rozegrał w kadrze narodowej 26 meczów, w których strzelił 3 gole.